# Zbór ewangelicko-augsburski w Rawiczu

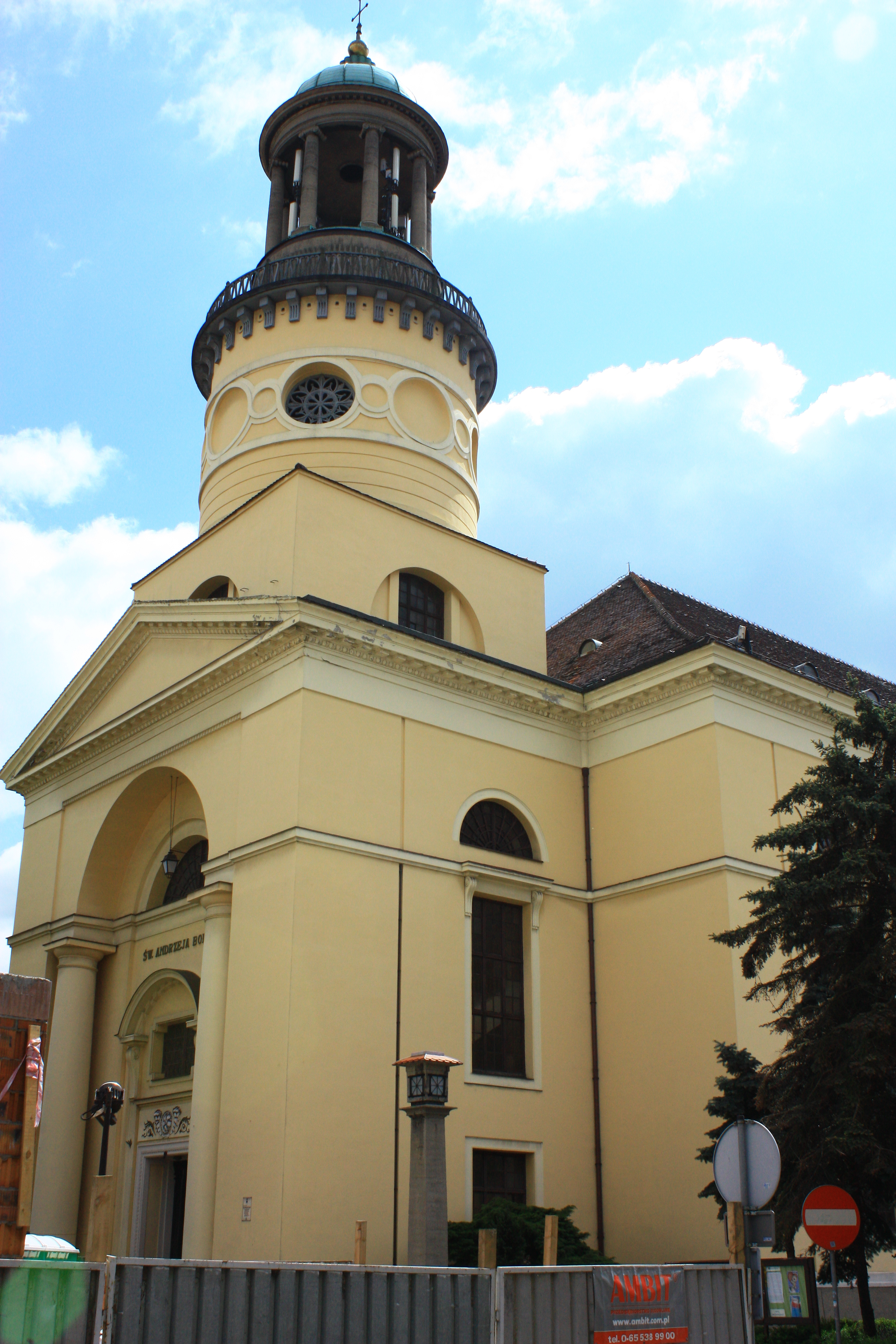
Dawny kościół ewangelicki, obecnie rzymskokaolicki Kościół Świętego Andrzeja Boboli w Rawiczu

Zbór ewangelicko-augsburski w Rawiczu, to do 1945 r. samodzielna parafia (od 1817 r. Kościoła Ewangelicko-Unijnego), a obecnie filiał Rawicz Parafii Ewangelicko-Augsburskiej w Lesznie, w diecezji pomorsko-wielkopolskiej.
Rawicz – obok Leszna i Wschowy należał do głównych ośrodków protestantyzmu w Wielkopolsce. Jego powstanie wiąże się z napływem uchodźców religijnych ze Śląska podczas wojny trzydziestoletniej. Założyciel miasta Adam Olbracht Przyjemski wraz z lokacją w 1638 r. nadał ludności przywilej swobodnego wyznawania konfesji augsburskiej i nakazał przeniesienie do Rawicza parafii luterańskiej z Miejskiej Górki. 27 maja 1639 r. został poświęcony fachwerkowy kościół Świętej Trójcy, a pierwszym pastorem został Wincenty Stephani (zwany Kron). Ks. Stephani starał się o ściągnięcie do miasta jak największej ilości śląskich współwyznawców. Dopiero w latach 70. powstała pierwsza świątynia katolicka – kościół klasztorny reformatów. Mieszkali tu również Żydzi. Kościół ewangelicki rozbudowano w latach 80. XVII w. Od początku z parafią związana była szkoła. W 1708 r. miasto wraz z kościołem spaliły wojska rosyjskie. Drewniany kościół wskutek trudności stawianych przez biskupów poznańskich, odbudowano dopiero w latach 1724-1725. Po nastaniu w 1768 r. epoki prawnej tolerancji, oddzieliły się parafie w Sarnowie i Miejskiej Górce. Kościół i miasto spłonęły ponownie 29 kwietnia 1801 r. Wtedy zbudowano murowany kościół klasycystyczny, jeden z najbardziej interesujących w Wielkopolsce, według projektu ofiarowanego przez Carla Gottharda Langhansa. Poświęcenie kamienia węgielnego miało miejsce 12 kwietnia 1803 r., a konsekracja 21 grudnia 1808 r., choć prace wykończeniowe prowadzono jeszcze w latach 20. XIX w. Jeszcze później wzniesiono dwie plebanie i w 1834 r. budynek szkoły. Na przełomie XIX/XX w. parafia liczyła około 8500 członków w mieście i okolicy. Kościół św. Trójcy raz jeszcze spłonął w 1915 r., jednak odbudowano go – w nieco zmienionej formie – do roku 1917. Od 1891 r. działały w mieście diakonise przybyłe z Poznania.
W okresie II Rzeczypospolitej Polacy-ewangelicy z Rawicza należeli do polskiego zboru w Lesznie, ponadto w latach 30. w zakrystii kościelnej kilkakrotnie odprawiał nabożeństwa w języku polskim ks. kapelan Karol Świtalski z Poznania.
W 1945 r. kościół św. Trójcy zajęli katolicy i obecnie nosi wezwanie św. Andrzeja Boboli. Ewangelicy dojeżdżali na nabożeństwa do Leszna, lub korzystali z nabożeństw domowych w mieszkaniach prywatnych. Oficjalne erygowanie filiału nastąpiło wraz z parafią w Lesznie, 26 maja 2001 r. 22 maja 2005 r. zostało odprawione pierwsze nabożeństwo w lokalu znajdującym się w jednej z odzyskanych nieruchomości poewangelickich.